# Bäckmyrtjärnen (Ströms socken, Jämtland)
Bäckmyrtjärnen är en sjö i Strömsunds kommun i Jämtland och ingår i Ångermanälvens huvudavrinningsområde.